# Predicación de san Marcos en Alejandría
La Predicación de San Marcos en Alejandría es una pintura al óleo  por Gentile y Giovanni Bellini , que data de 1504 a 1507 y se conserva en la Pinacoteca de Brera en Milán.

## Historia
La obra es un enorme lienzo con destino a la Escuela Grande de San Marcos en Venecia. Tiene 26 m de superficie, y una rica narrativa y característica iconográficas. El ciclo de pinturas con historias de la vida de San Marcos se completó alrededor de 60 años más tarde por Giorgione y Tintoretto, y se encuentran ubicadas en la Pinacoteca de Brera y de la Galería de la Academia de Venecia.
El lienzo fue iniciado por Gentile en julio del año 1504, pero después de su muerte en febrero de 1507, «en gran parte completada», pasó a su hermano Giovanni, tal como era la voluntad del testamento de Gentile. Giovanni lo completó, haciendo algunas modificaciones, la invitación para completarlo probablemente fue idea de su hermano poco antes de morir, a lo que probablemente Giovanni respondió negativamente, esto explica su inserción en una cláusula del testamento donde se le concedió una preciosa colección de dibujos de su padre Jacobo Bellini - en propiedad de Gentile- a Giovanni con la condición que completara el cuadro. El encargo fue confirmado para pasar a Giovanni por la Escuela Grande el 7 de marzo de 1507.
La escena que representa la pintura está llena de elementos exóticos adaptados de la vida real que Gentile tuvo la oportunidad de estudiar durante su viaje a Constantinopla en 1479-1480. Los elementos decorativos de la arquitectura mameluca, en lugar de otomana, sugieren que el artista también puede haber llegado en su viaje hasta Jerusalén.
No está claro qué partes se realizaron por ambos hermanos: Giorgio Vasari mencionó a Gentile en la versión del año 1550 de Le Vite, y los omitió en la edición de 1568. La crítica moderna considera a Gentile haber hecho el segundo plano, a excepción de las partes modificadas, y posiblemente los personajes de la parte derecha. A Giovanni se le asigna con alguna certeza los retratos de la izquierda, y algunos del grupo central. Con el movimiento y la animación a sus personajes, Giovanni, aligeró el rigor del orden de su hermano y restauró la individualidad peculiar, dando a la historia en su conjunto una dimensión más humana y moderna.
El lienzo se redujo en un momento desconocido, una franja a lo largo de la parte superior fue cortada, donde termina los edificios. El trabajo llegó a la Pinacoteca de Brera en 1809, tras la invasión napoleónica.